# Bundesstraße 180
De Bundesstraße 180 (ook wel B180) is een Duitse bundesstraße die loopt door de deelstaten Thüringen, Saksen-Anhalt en Saksen.
De B180 begint bij Wanzleben en loopt langs de steden Aschersleben, Lutherstadt Eisleben, Naumburg, Zeitz, Altenburg, Hohenstein-Ernstthal, Stollberg en verder naar Frankenberg. De B180 is ongeveer 280 km lang.

## Hoofdbestemmingen
- Egeln
- Aschersleben
- Querfurt
- Freyburg
- Naumburg
- Wethau
- Grana
- Zeitz
- Altenburg
- Hohenstein-Ernstthal
- Stollberg
- Amtsberg
- Gornau
- Flöha
- Frankenberg

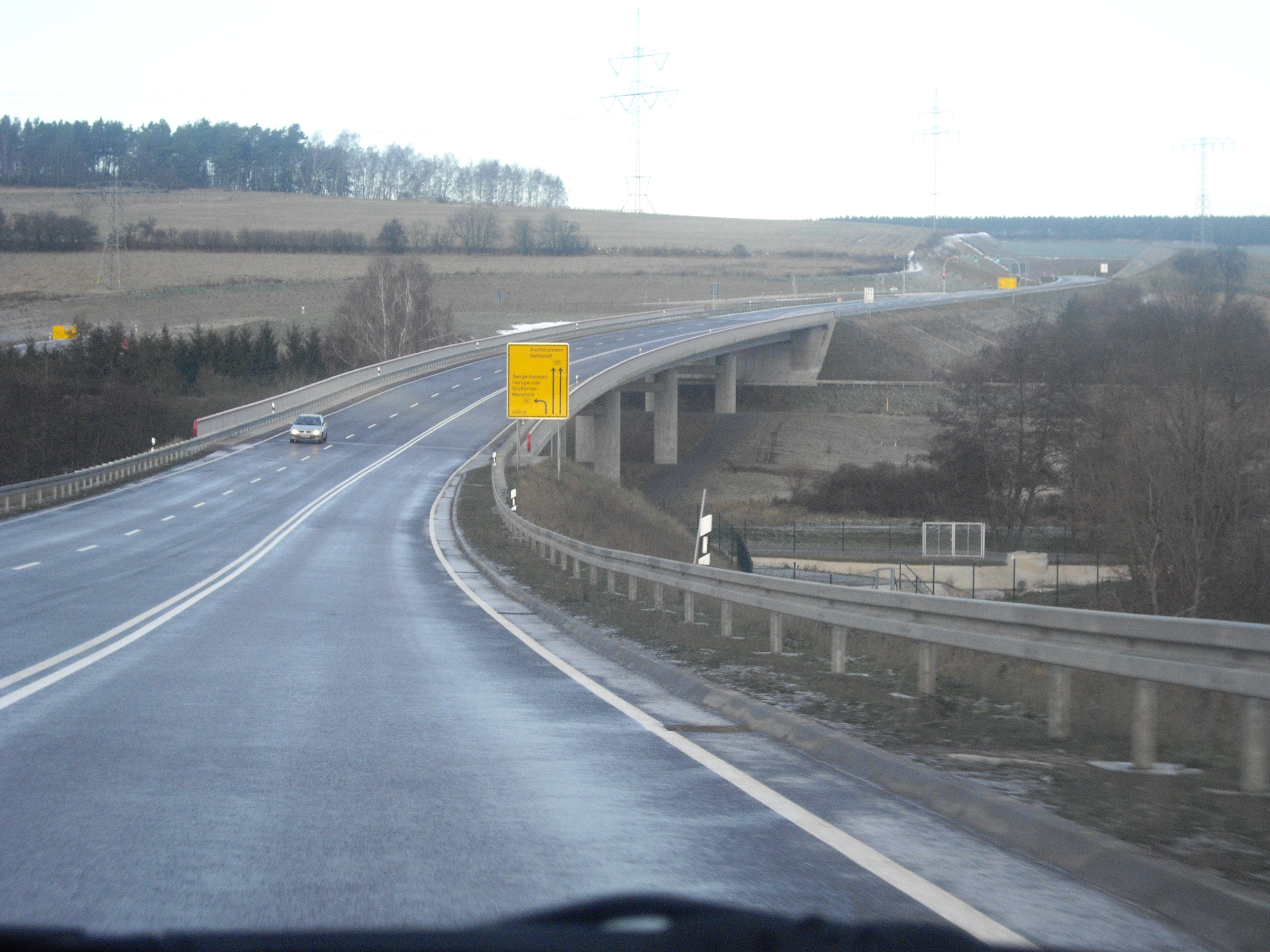
Brug over de Wipper bij Mansfeld
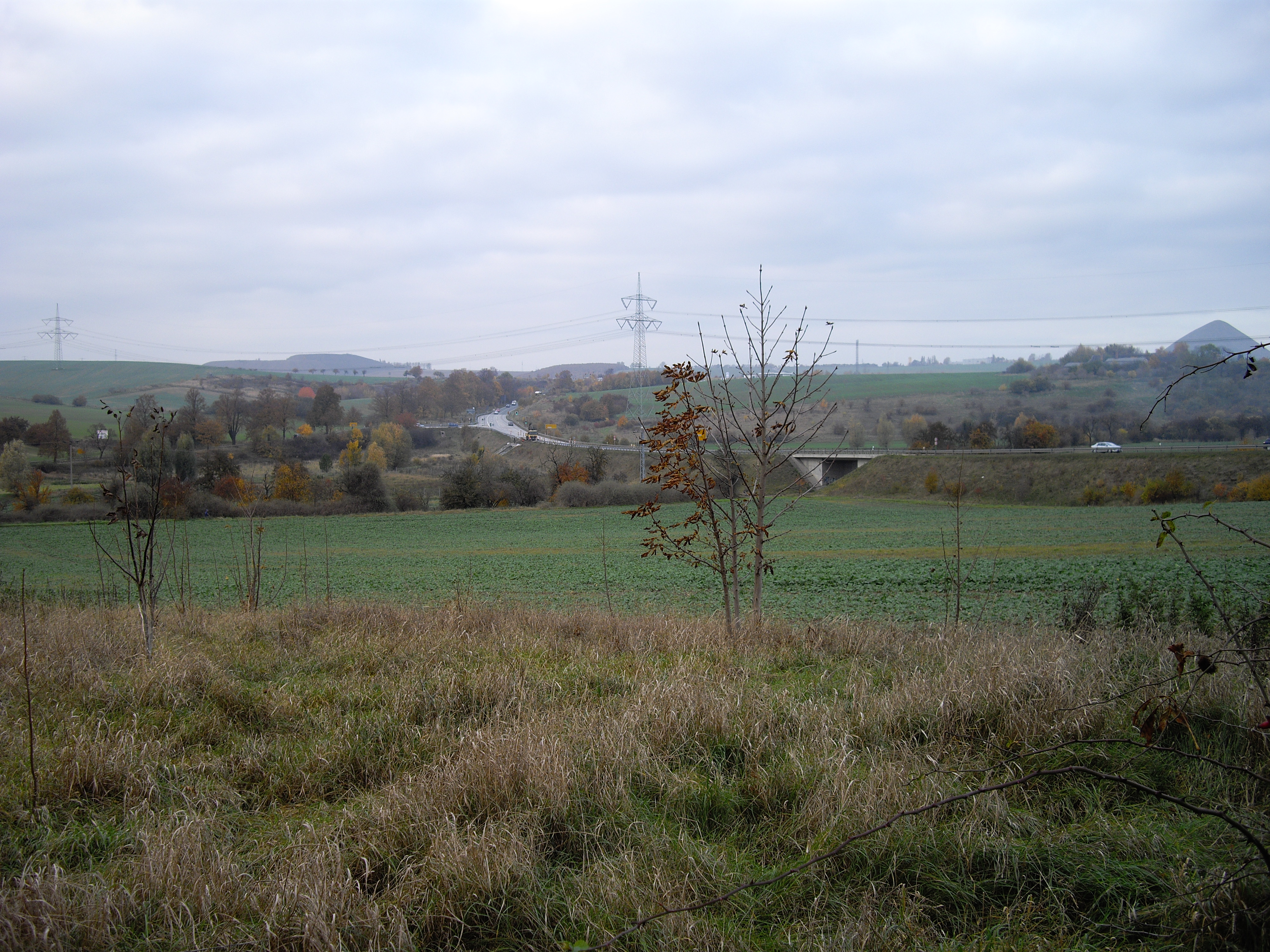
Begin van de randweg Eisleben (in Norden)
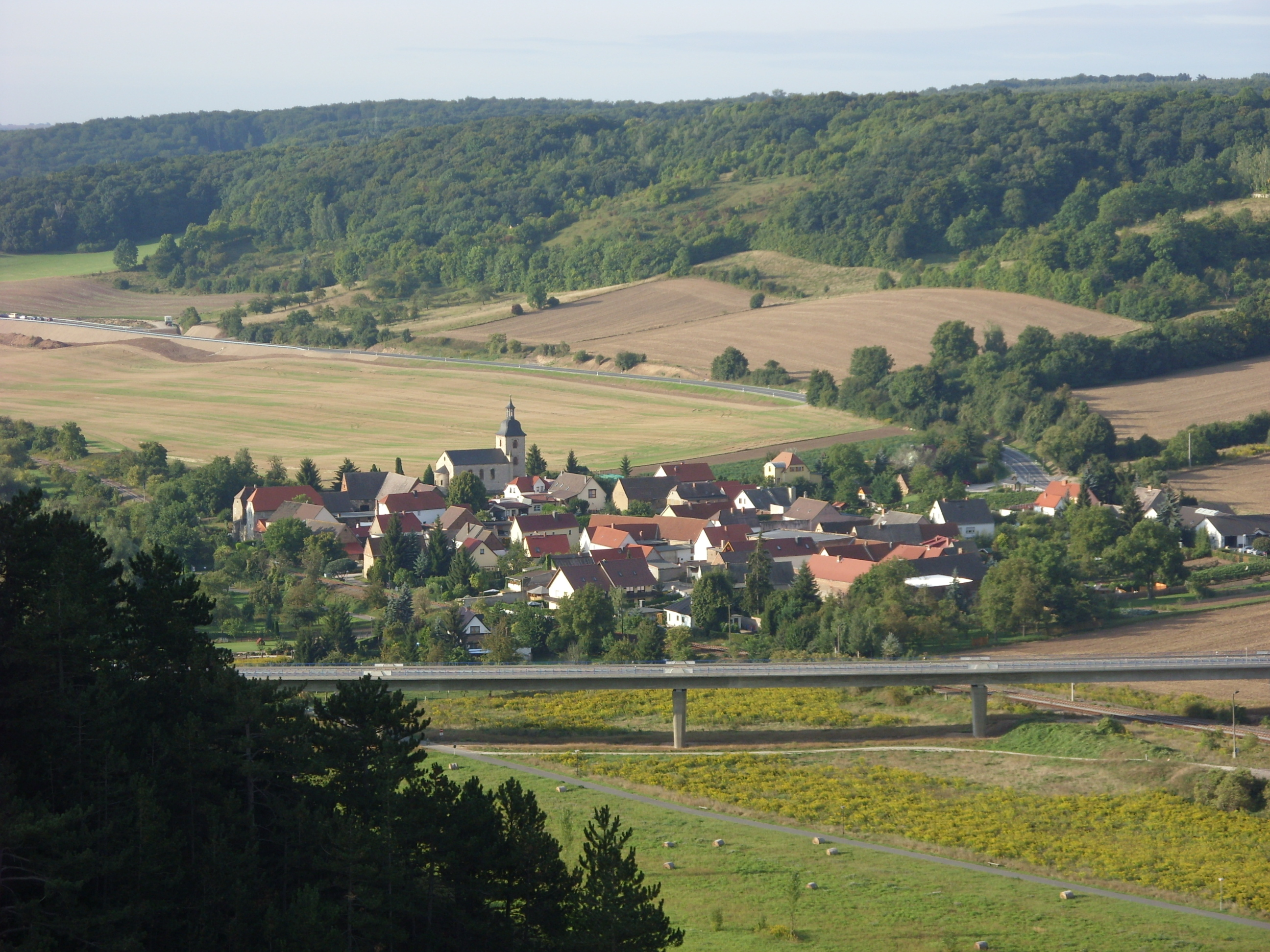
Brug over de Unstrut bij Nißmitz
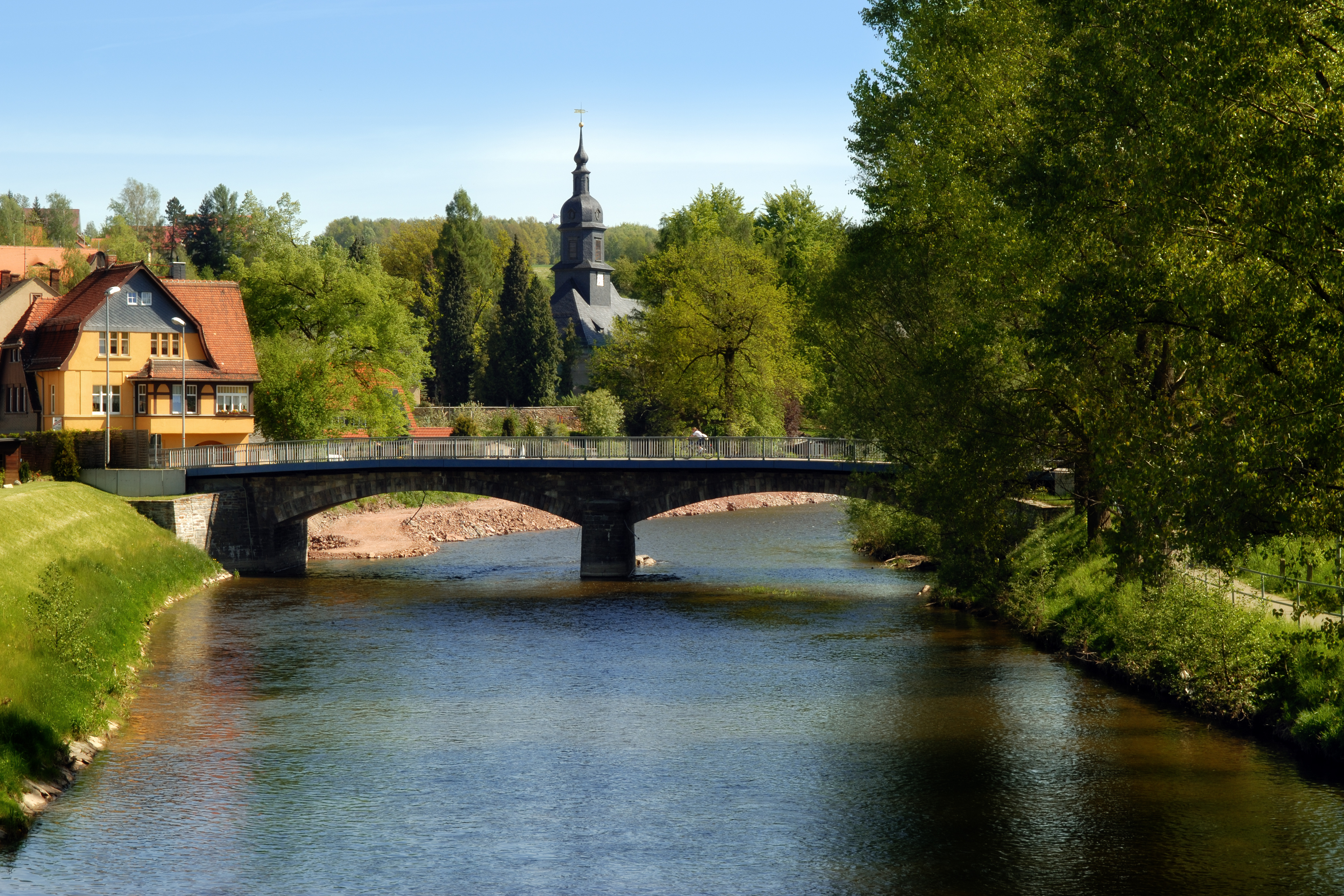
Brug over de Flöha in Flöha
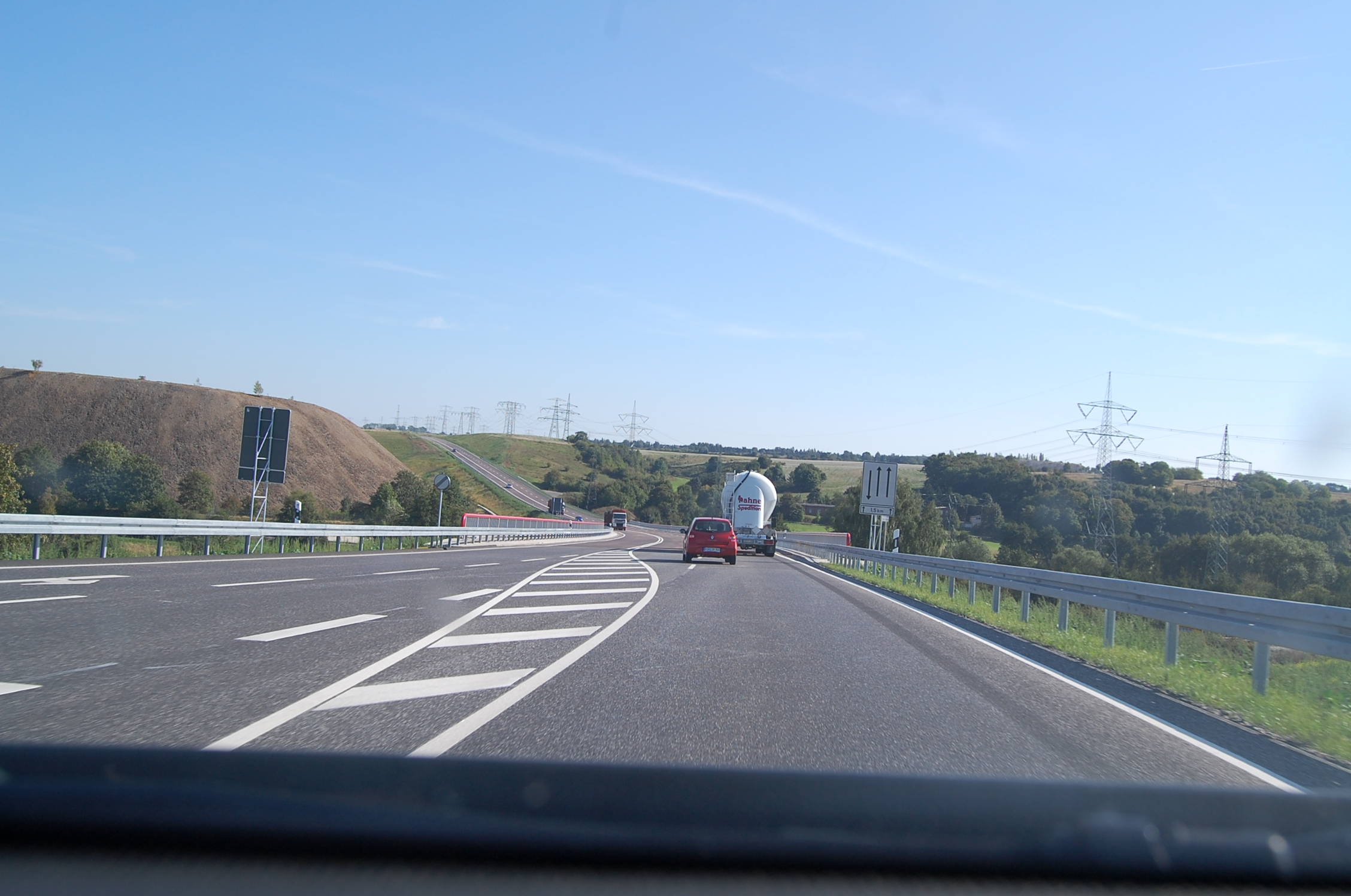
Tweestrooks uitbouw met op de achtergrond de Wipperbrücke  bij Mansfeld

B1 · B2 · B4 · B6 · B6n · B7 · B19 · B27 · B62 · B71 · B71n · B79 · B80 · B81 · B84 · B85 · B86 · B87 · B88 · B89 · B90 · B91 · B92 · B93 · B94 · B95 · B96 · B97 · B98 · B99 · B100 · B101 · B107 · B115 · B156 · B169 · B170 · B171 · B172 · B172a · B172b · B173 · B174 · B175 · B176 · B178 · B180 · B181 · B182 · B183 · B183a · B184 · B185 · B186 · B187 · B187a · B188 · B189 · B190 · B190n · B242 · B243 · B244 · B245 · B245a · B246 · B246a · B247 · B248 · B248a · B249 · B250 · B278 · B280 · B281 · B282 · B283 · B285